# Armando Monteverde
Armando Monteverde (n. Buenos Aires, Argentina; 6 de marzo de 1985) es un futbolista argentino nacionalizado ecuatoriano que juega de mediocampista y su actual equipo es Club Atlético Santo Domingo de la Serie B de Ecuador.

## Clubes
| Club                   | País      | Año         |
| ---------------------- | --------- | ----------- |
| Boca Juniors           | Argentina | 2006        |
| Aucas                  | Ecuador   | 2006 - 2007 |
| Gimnasia y Esgrima     | Argentina | 2008 - 2009 |
| Guillermo Brown        | Argentina | 2009 - 2010 |
| Olmedo                 | Ecuador   | 2010 - 2015 |
| River Ecuador          | Ecuador   | 2016        |
| Olmedo                 | Ecuador   | 2017        |
| Liga de Portoviejo     | Ecuador   | 2018 - 2020 |
| Atlético Santo Domingo | Ecuador   | 2021 - act. |